# Gouvernement d'Iran
Le gouvernement de la république islamique d'Iran est la principale institution gouvernementale d'Iran. Il est présidé par le président de la république islamique d'Iran, chef du gouvernement, tandis que le Guide de la révolution assume le rôle de chef de l'État.

## Nomination et organisation

### Nomination et révocation
Conformément à la constitution de la République islamique d'Iran, c'est le président de la République islamique qui choisit les membres du gouvernement. Avant de pouvoir entrer en fonction, chaque membre doit être approuvé par un vote au Parlement. 
Le Président peut révoquer les membres du cabinet, mais doit le faire par écrit, et les nouvelles nominations doivent à nouveau être approuvées par le Parlement. Le guide de la révolution a le pouvoir de révoquer les membres du cabinet comme les ministres et les vice-présidents, ainsi que le président, à tout moment, quelles que soient les décisions du Parlement. Enfin, le parlement iranien peut convoquer et interroger les ministres sur les actions, et le cas échéant demander un vote de confiance. Dans le cas où le ministre ne parvient pas à obtenir la confiance du parlement, il est révoqué.

### Réunion
Le gouvernement se réunit chaque semaine le samedi à Téhéran. Il peut y avoir des réunions supplémentaires si les circonstances l'exigent. C'est le  Président qui préside les réunions. 

## Composition actuelle
Le gouvernement actuel est le Gouvernement Massoud Pezechkian.